# Пуаре, Мария Яковлевна
Мари́я Я́ковлевна Пуаре́ (сценический псевдоним Мару́сина, в первом браке Све́шникова, во втором — Орло́ва-Давы́дова; 4 января 1863, Москва — 13 октября 1933, Москва) — русская актриса

, композитор, певица, поэтесса. Автор романсов «Я ехала домой» и «Лебединая песнь».

## Биография
Родилась в семье преподавателя фехтования и гимнастики Якова Викторовича Пуаре (1826—1877) и дочери суконного фабриканта Юлии Андреевны Тарасенковой (1830—1871). Мария была младшей из семерых детей. Ее старший брат Эммануил в юности эмигрировал во Францию и стал художником-карикатуристом, известным под псевдонимом Каран д’Аш.
Мария рано лишилась родителей. Воспитывалась дядей. В возрасте 16 лет вышла замуж за инженера Михаила Свешникова (ум. в 1913 году), который был значительно старше жены и не разделял её увлечения искусством. Вскоре Мария пережила нервный срыв, в результате чего была помещена в психиатрическую лечебницу, откуда её вызволил брат её подруги, актрисы Анны Лентовской (1859—1942), антрепренёр М. В. Лентовский.
С 1880 года начала карьеру артистки, взяв псевдоним Марусина. В 1880—1890 годах участвовала в проектах Лентовского, выступала в опереттах и водевилях, часто исполняя мужские роли (Каприз в «Путешествии на Луну» Ж. Оффенбаха и др.), исполняла цыганские романсы. Сам Лентовский считал Марию цыганкой по натуре, по его словам, на это указывали «её способность радоваться свободе, её беззаботность, равнодушие к вещам, её готовность к кочевой жизни. Цыганкой её делали сила и искренность чувств, зажигательный темперамент».
С 1890 года выступала на сцене Александрийского театра в водевилях и лёгких комедиях, в 1898—1900 годах — в московском Малом театре. В 1901 году владела собственным Театром мелодрамы в саду «Аквариум», для спектакля в котором написала романс «Лебединая песня». Этот романс, как и более поздний романс «Я ехала домой», быстро стал популярным.
В 1898 году родила дочь Татьяну, по мнению исследователей, её отцом был Павел Долгоруков. Поскольку Мария Яковлевна на тот момент официально была замужем за М. Свешниковым, дочь получила его фамилию, но отчество по имени Павла Долгорукова — Татьяна Павловна Свешникова. Сын Татьяны Павловны — Алексей Анатольевич Свешников (1921—2013).
В 1904 году с согласия А. В. Суворина отправилась на Русско-японскую войну корреспондентом «Нового времени», несколько месяцев жила в Порт-Артуре. Писала для газеты стихи, очерки и репортажи, нередко выступала с концертами перед солдатами, поднимая их боевой дух. Возвращаясь, переболела брюшным тифом.
В 1914 году вышла замуж за графа Алексея Орлова-Давыдова. В 1915 году была арестована, будучи обвинённой мужем в мошенничестве — обмане, в результате которого было получено согласие на брак, симуляции беременности и попытке выдать чужого новорождённого ребёнка за своего. Процесс стал одним из самых громких дел того времени. Мария была оправдана по уголовному делу, однако факт подмены ребёнка был доказан. Оставив театр, Мария Яковлевна занялась благотворительной деятельностью, помогала престарелым актерам. К тому времени расстроились дела у Михаила Лентовского. Она сумела помочь ему, спасла от полного разорения, способствовала его лечению.
В советское время жила в бедности в Москве. Скончалась в 1933 году.

## Киновоплощения
Наталья Высочанская в телесериале «Я ехала домой» (Россия, 2011).